# ميليسا عوف دير ماور
ميليسا عوف دير ماور (بالإنجليزية: Melissa Gaboriau Auf der Maur)‏ (و. 1972  م) هي مغنية مؤلفة، ومصورة، ومنتجة أفلام، وموسيقية، ومدونة، وممثلة، ومغنية، وعازفة قيثارة، وعارضة، ومنتجة أسطوانات كندية، ولدت في مونتريال، تستخدم آلات غيتار البيس، وقيثارة.

## بداية الحياة
وُلِدت أوف دير مور في مونتريال، كيبيك، للصحفي والسياسي نيك أوف دير مور والصحفية والمترجمة الأدبية ليندا غابورياو. كانت عائلة والد أوف دير مور سويسرية ألمانية سويسرية وعائلة والدتها مختلطة من أصول أوروبية أمريكية. ولدت غابورياو في بوسطن، ماساتشوستس، في الولايات المتحدة الأمريكية. ونتيجة لذلك، فهي تحمل الجنسية الكندية الأمريكية المزدوجة.
يُترجم لقب ”أوف دير مور“ إلى اللغة الإنجليزية إلى ”على الحائط“، حيث إن كلمة ”مور“ مشتقة من الكلمة الألمانية التي تعني ”جدار“ (دي ماور). وقد ذكرت أن جدتها، تيريزيا شايلين-أوف دير ماور، كانت ”دائمًا ما تُلحّ على تراثي - مذكّرةً إياي بأنني آخر من يحمل هذا الاسم في أمريكا الشمالية“. 

## التعليم
تعلمت في جامعة كونكورديا.

## وصلات خارجية
- ميليسا عوف دير ماور على موقع IMDb (الإنجليزية)
- ميليسا عوف دير ماور على موقع ميوزك برينز (الإنجليزية)
- ميليسا عوف دير ماور على موقع إن إن دي بي (الإنجليزية)
- ميليسا عوف دير ماور على موقع أول ميوزيك (الإنجليزية)
- ميليسا عوف دير ماور على موقع ديسكوغز (الإنجليزية)
- ميليسا عوف دير ماور على موقع قاعدة بيانات الفيلم (الإنجليزية)
- ميليسا عوف دير ماور في قاعدة بيانات الأفلام على الإنترنت